# Ananteris kalina
Espèce
Ananteris kalina est une espèce de scorpions de la famille des Ananteridae.

## Distribution
Cette espèce est endémique de Guyane. Elle se rencontre vers Mana dans la forêt sur sables blanc.

## Description
Le mâle holotype mesure 18,9 mm.
Les mâles mesurent de 18,9 à 22,1 mm.

## Systématique et taxinomie
Cette espèce a été décrite par Ythier en 2018.

## Étymologie
Cette espèce est nommée en l'honneur des Kali'na.

## Publication originale
- Ythier, 2018 : « A synopsis of the scorpion fauna of French Guiana, with description of four new species. » Zookeys, no 764, p. 27–90 (texte intégral).